# Museo didattico della Seta di Como
Il Museo didattico della Seta di Como è un museo con sede a Como che documenta la lavorazione della seta nell’ambito dell’industria tessile, una storica attività della città.

## Storia
Il progetto per la creazione del Museo risale al 1985 e si sviluppa grazie all'iniziativa delle associazioni locali Classe '27 e Ex Allievi del Setificio.
Fu inaugurato nel 1990 con sede presso lo stesso stabile dell'I.T.I.S. di Setificio Paolo Carcano (nato nel  1869) di cui occupa 900 m2.

## Sede e attività
L'edificio in cui si trova il museo fu costruito tra il 1968 e il 1975 su progetto degli architetti Lorenzo Muzio e Franco Tartaglino, che vinsero il concorso pubblico per la realizzazione di una nuova sede della scuola tessile comasca, più prestigiosa di quella originaria del 1908.
L'edificio, oltre al museo, ospita l'Istituto Tecnico Industriale Statale di Setificio "Paolo Carcano" e la Stazione Sperimentale per la seta.
La zona di Como in cui si trova, tra la metà dell'Ottocento e l'inizio del Novecento era un luogo fiorente per le ditte tessili, grazie alla disponibilità di energia idraulica per la vicinanza del torrente Cosia. Si crea così un legame ideale tra il museo e la storia della manifatturiera comasca.